# (229762) Gǃkúnǁʼhòmdímà
(229762) Gǃkúnǁʼhòmdímà (w języku juǀʼhoan: ᶢᵏǃ͡χʼṹ ᵑ̊ǁʰòmdí mà) – planetoida z grupy obiektów transneptunowych, krążąca wokół Słońca w obrębie dysku rozproszonego.

## Numerowanie i nazewnictwo
Planetoida ta przed nadaniem własnej nazwy miała oznaczenie prowizoryczne 2007 UK126 i stały numer 229762. Nazwa pochodzi od postaci z mitologii Buszmenów.

## Charakterystyka orbitalna
Orbita (229762) Gǃkúnǁʼhòmdímà jest nachylona pod kątem 23,34° do ekliptyki, ma też duży mimośród – ok. 0,496. Obiekt ten krąży w średniej odległości ok. 74,6 au wokół Słońca; na jeden obieg potrzebuje ok. 644 lat. Około końca grudnia 2045 roku planetoida przejdzie przez swoje peryhelium.

## Charakterystyka fizyczna
Średnica planetoidy (229762) Gǃkúnǁʼhòmdímà na podstawie zakrycia gwiazdy obserwowanego 15 listopada 2014 szacowana jest na około 640 km, co czyni ją jedną z największych odkrytych planetoid transneptunowych i kwalifikuje do grupy kandydatów na planety karłowate.

## Satelita
W pobliżu planetoidy został zaobserwowany jej naturalny satelita, którego średnica szacowana jest na 112 ± 76 km, obiegający ją w odległości 6035 ± 48 km z okresem ok. 11,31 dni. Został nazwany Gǃòʼé ǃHú (wym. ᶢǃòˀé ǃʰú).